# Стефан II (папа римский)
Стефан II (лат. Stephanus PP. II; ? — 25 марта 752) — папа римский с 23 марта по 25 марта 752 года.

## Биография
Стефан умер от инсульта через два дня после избрания его Папой Римским. Так как он был избран папой, будучи пресвитером, и не успел пройти необходимого обряда посвящения в епископы, в течение длительного времени существовали разногласия относительно того, можно ли его канонически признать Папой Римским. В настоящее время его имя с 1961 года по постановлению Второго Ватиканского собора не включается в список понтификов, а всем последующим папам с именем Стефан присвоена двойная нумерация. На практике большинство из них жили ещё до появления традиции использовать номера при папском имени. Только последний на данный момент папа с этим именем Стефан IX (X) использовал номер, называя себя Стефан IX.